# La La (Oceana)
La La è un singolo di Oceana, prodotto dalla Embassy of Music, uscito nel 2010.